# Смирнягин, Леонид Викторович
Леони́д Ви́кторович Смирня́гин (3 апреля 1935, Москва — 3 декабря 2016, там же) — советский и российский географ-страновед (специалист по США), политический географ, автор оригинального общественно-географического районирования США. Член Президентского совета при Б. Н. Ельцине. Соавтор 3 главы Конституции РФ, описывающей федеративное устройство страны. Доктор географических наук, профессор.

## Образование
Окончил среднюю школу № 310 (Москва) в 1953 году. Окончил географический факультет Московского государственного университета по кафедре экономической географии капиталистических и развивающихся стран в 1958 году по специальности «Экономическая география». Кандидат географических наук (1969). Старший научный сотрудник (1974). Доктор географических наук (2006). Доцент (1982). Профессор (2006).
Тема кандидатской диссертации «География горнорудной промышленности Канады». Тема докторской диссертации «Районирование общества: теория, методология, практика (на материалах США)».

## Профессиональная деятельность
- Институт минералогии, геохимии и кристаллохимии редких и рассеянных элементов АН СССР, 1958—1960.
- Научный сотрудник, Всесоюзный институт научной и технической информации АН СССР, 1960—1972.
- Научный сотрудник, Институт мировой экономики и международных отношений, 1972—1976.
- Доцент, Московский государственный университет имени М. В. Ломоносова, географический факультет, 1976—1994, 1997—2007.
- Заведующий отделом региональных проблем, Администрация Президента РФ, аналитическое управление, 1994—1997.
- Профессор, Московский государственный университет имени М. В. Ломоносова, географический факультет, 2007—2016.
- Ведущий научный сотрудник, Высшая школа урбанистики имени А. А. Высоковского НИУ Высшая школа экономики, 2015—2016.

### Деятельность в МГУ

#### Читавшиеся курсы
- Социально-экономическая география зарубежных стран
- Социально-экономическая география США
- Районы США
- Типология зарубежных стран
- Региональная экономика и основы региональной политики

С 1977 года (37 лет, кроме 1978, 1991 и 2003 годов) являлся руководителем летней полевой практики студентов второго курса кафедры социально-экономической географии зарубежных стран. Эти практики проходили на территории почти 2/3 субъектов Российской Федерации — от Калининграда до Приморья, во многих регионах бывшего СССР — от Прибалтики до Закавказья. В 2011—2016 годах провёл практики студентов в альпийских странах Европы, в штате Калифорния США, на восточном побережье США, в районе Великих Озёр (Канада и США), в южных штатах США, на Северо-Востоке США. В годы перестройки (и позже) занимался впервые тогда зарождавшейся (после почти столетнего перерыва) электоральной географией в СССР и в Российской Федерации.
Под научным руководством Л. В. Смирнягина защищено 49 дипломных работ и 14 кандидатских диссертаций. С 9 ноября 2007 по 3 декабря 2016 года — член диссертационного совета Д 501.001.36, МГУ им. М. В. Ломоносова, Географический факультет.

### Деятельность вне МГУ
В 2001—2002 годах был членом научного совета и сопредседателем программы «Российская внутренняя политика и политические институты» Московского центра Карнеги. Научный консультант фонда «Институт экономики города». Член Русского географического общества.
В 1993—2000 годах — член Президентского совета (при Б. Н. Ельцине). В этом качестве был одним из представителей Президента РФ в Конституционном совещании 1993 г., где стал ключевым автором положений, регулирующих федеративное устройство страны.
В 2015—2016 годах — ведущий научный сотрудник Высшей школы урбанистики ВШЭ.
Преподавал в зарубежных университетах, в том числе:
- Оксфордский университет, Школа географии, Великобритания, 1994.
- Флоридский международный университет, Географический факультет, Майами, штат Флорида, США, 1994.
- Единичные лекции в университетах США — Гарвард (1987), Стэнфорд, Принстон, Калифорнийский университет в Беркли, 1994—1998.

Урна с прахом захоронена в колумбарии Донского кладбища.

## Труды
Автор более 240 статей и 12 книг, в том числе:
- Л.В. Смирнягин. Районы США: портрет современной Америки. — М.: Мысль, 1989. — 379 с. — 23 000 экз.
- Весна-89: География и анатомия парламентских выборов. — М.: Прогресс, 1990. 383 с. (один из авторов и соредактор).
- Российский федерализм: парадоксы, противоречия, предрассудки. Серия «Научные доклады», № 63. — М.: Московский общественный научный фонд, 1998. 72 с.
- Общественная география. Федерализм. Регионализм: Публикации 1989—2005 годов. — М.: КомКнига, 2005. 464 с.

Статьи Л. В. Смирнягина публиковались в «Независимой газете», «Известиях», «Российских вестях», «Вестнике Московского университета», «Российском региональном бюллетене» и др.

## Память
С 2020 года кафедрой социально-экономической географии зарубежных стран географического факультета МГУ имени М. В. Ломоносова и факультетом географии и геоинформационных технологий НИУ ВШЭ проводятся Смирнягинские чтения — научная конференция по актуальным вопросам страноведения, социально-экономической и политической географии. 